# Palazzo Giovannini Banchini
Palazzo Giovannini Banchini è un edificio situato nel centro storico di Arcidosso, in via Talassese.

## Storia
L'edificio risale agli anni tra il XVI e il XVII secolo e appartenne alla ricca famiglia locale dei Giovannini-Banchini. Alla stessa famiglia apparteneva anche un altro edificio lungo via Talassese, al civico 34, come indicato dalla presenza sulla facciata del medesimo stemma.
Nel 1612 nel palazzo soggiornò il granduca Cosimo II de' Medici.

## Descrizione
Il palazzo è tipicamente rinascimentale e presenta sulla facciata tre portali a bugnato in trachite: quelli laterali sono rettangolari, mentre il portale centrale è ad arco. In angolo tra la facciata e il lato destro è posto lo stemma di famiglia, datato 1634.
All'interno si conserva l'originale camino seicentesco in pietra.
Nella piazzetta che si apre di fronte al palazzo è situata un'edicola in pietra del XVI secolo che reca l'immagine della Madonna Assunta, sormontata da un piccolo stemma dei Giovannini-Banchini. Di fianco è apposta una targa che recita: «Piazzetta di proprietà privata del Cav. Aud. Leopoldo Giovannini – delib.ne del mag.o comunitativo di Arcidosso del 10 dicembre 1832».

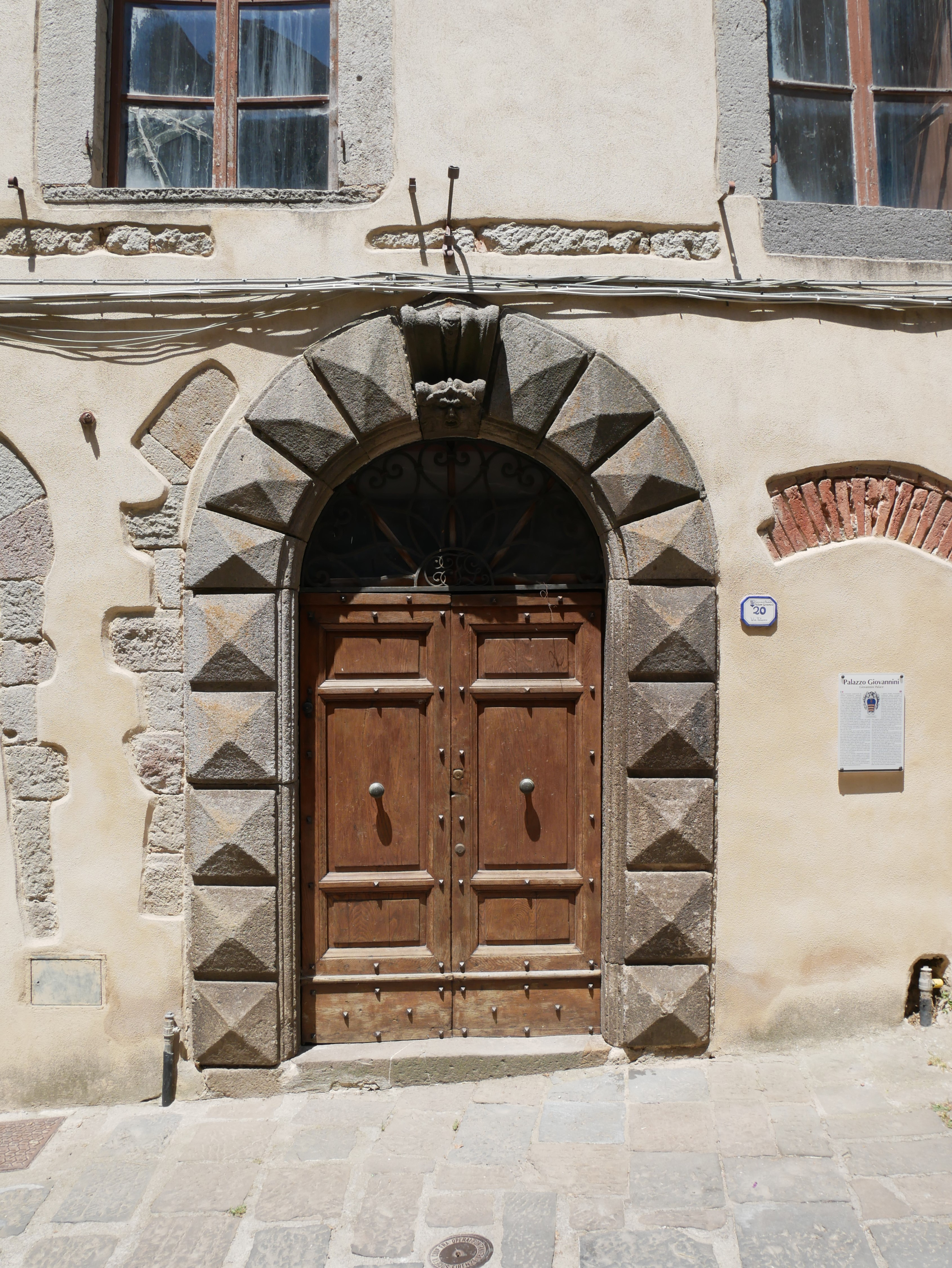
Particolare del portale centrale
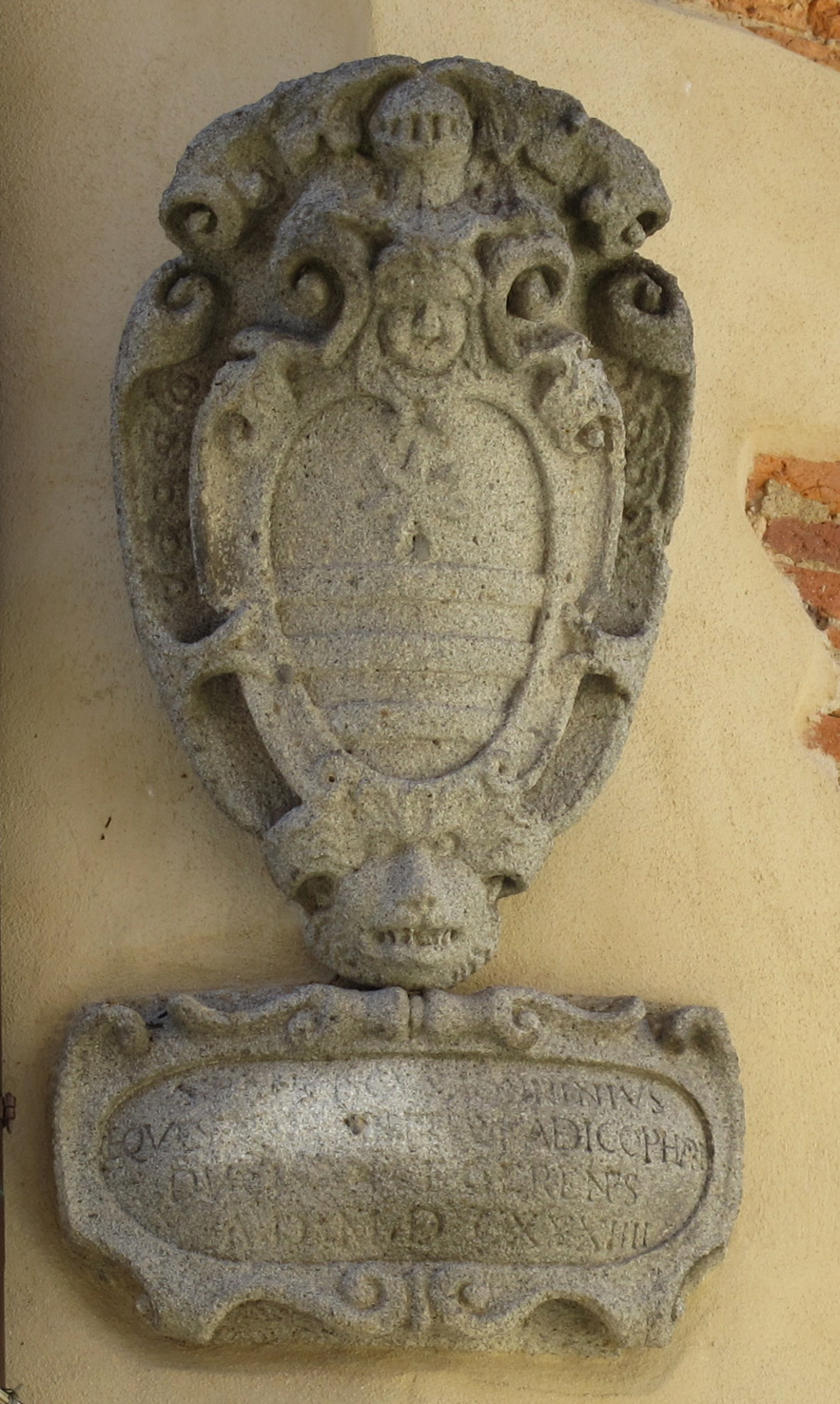
Particolare dello stemma gentilizio